# Jaworzynka (1117 m)
Jaworzynka (1113 m) – szczyt w Beskidzie Żywiecko-Kisuckim należący do Grupy Wielkiej Raczy. Znajduje się w bocznym, północno-zachodnim grzbiecie Małej Rycerzowej (1207 m). Na wierzchołku Jaworzynki grzbiet ten znów rozgałęzia się na dwa niższe i wąskie grzbiety: krótki północno-zachodni (niżej zakręcający na północ), znajdujący się w widłach potoku Dziobaki i potoku Leżaje, oraz długi północno-wschodni, niżej zakręcający na północ i łączący się z grzbietem Kiczorki.
Obecnie Jaworzynka jest niemal całkowicie porośnięta lasem, jednak na mapie Geoportalu zaznaczone jest jeszcze wiele zarastających polan na jej grzbiecie: Młaki, Jaworzynka, Cerla, Fronik, Janulka, Równie, Koziorka.
Jaworzynka, Jaworzyna to nazwy często spotykane w Karpatach. Pochodzą od drzewa jawor. Obecnie jednak jawory są tutaj rzadkością, zostały wycięte i zastąpione innymi gatunkami drzew – jodłą i świerkiem. Jaworzynka znajduje się w granicach wsi Soblówka w województwie śląskim, w powiecie żywieckim, w gminie Ujsoły. W regionalizacji fizycznogeograficznej Polski według Jerzego Kondrackiego Grupa Wielkiej Raczy zaliczana jest do Beskidu Żywieckiego, w nowszej polskiej regionalizacji z 2018 roku do Beskidu Żywiecko-Kisuckiego.